# Далгарт (Техас)
Далгарт (англ. Dalhart) — місто (англ. city) в США, в округах Даллам і Гартлі штату Техас. Населення — 8447 осіб (2020).

## Географія
Далгарт розташований за координатами 36°3′26″ пн. ш. 102°30′42″ зх. д. / 36.05722° пн. ш. 102.51167° зх. д. (36.057138, -102.511601).  За даними Бюро перепису населення США в 2010 році місто мало площу 12,41 км², з яких 12,38 км² — суходіл та 0,03 км² — водойми.

### Клімат
| Клімат : Далгарт                             | Клімат : Далгарт | Клімат : Далгарт | Клімат : Далгарт | Клімат : Далгарт | Клімат : Далгарт | Клімат : Далгарт | Клімат : Далгарт | Клімат : Далгарт | Клімат : Далгарт | Клімат : Далгарт | Клімат : Далгарт | Клімат : Далгарт | Клімат : Далгарт |
| Показник                                     | Січ.             | Лют.             | Бер.             | Квіт.            | Трав.            | Черв.            | Лип.             | Серп.            | Вер.             | Жовт.            | Лист.            | Груд.            | Рік              |
| Абсолютний максимум, °C                      | 27,8             | 31,1             | 32,2             | 35,6             | 38,9             | 43,3             | 41,7             | 41,1             | 39,4             | 35,6             | 31,7             | 27,8             | 43,3             |
| Середній максимум, °C                        | 9,8              | 11,8             | 16,1             | 21,2             | 25,9             | 31,2             | 33,1             | 31,8             | 27,8             | 22,1             | 15,1             | 10,2             | 21,3             |
| Середній мінімум, °C                         | −6,9             | −4,9             | −1,4             | 3,8              | 9,4              | 14,9             | 17,4             | 16,7             | 12,1             | 5,1              | −1,8             | −6,1             | 4,8              |
| Абсолютний мінімум, °C                       | −29,4            | −28,3            | −17,8            | −8,9             | −3,9             | 2,8              | 9,4              | 8,9              | −2,8             | −12,8            | −20,6            | −24,4            | −29,4            |
| Норма опадів, мм                             | 11               | 11               | 23               | 29               | 60               | 57               | 75               | 66               | 38               | 32               | 14               | 12               | 427              |
| Днів з опадами                               | 3                | 3                | 4                | 5                | 7                | 7                | 8                | 8                | 6                | 4                | 3                | 3                | 63               |
| -------------------------------------------- | ---------------- | ---------------- | ---------------- | ---------------- | ---------------- | ---------------- | ---------------- | ---------------- | ---------------- | ---------------- | ---------------- | ---------------- | ---------------- |
| Джерело: The Western Regional Climate Center |                  |                  |                  |                  |                  |                  |                  |                  |                  |                  |                  |                  |                  |

## Демографія
Згідно з переписом 2010 року, у місті мешкало 7930 осіб у 2957 домогосподарствах у складі 2093 родин. Густота населення становила 639 осіб/км².  Було 3302 помешкання (266/км²).
Расовий склад населення:
| - 84,0 % — білих - 1,2 % — чорних або афроамериканців - 0,9 % — корінних американців - 0,7 % — азіатів - 0,1 % — вихідців з тихоокеанських островів - 10,5 % — осіб інших рас |

До двох чи більше рас належало 2,5 %. Частка іспаномовних становила 34,0 % від усіх жителів.
За віковим діапазоном населення розподілялося таким чином: 28,9 % — особи молодші 18 років, 58,7 % — особи у віці 18—64 років, 12,4 % — особи у віці 65 років та старші. Медіана віку мешканця становила 34,9 року. На 100 осіб жіночої статі у місті припадало 101,0 чоловіків;  на 100 жінок у віці від 18 років та старших — 100,2 чоловіків також старших 18 років.
Середній дохід на одне домашнє господарство  становив 59 683 долари США (медіана — 46 214), а середній дохід на одну сім'ю — 68 131 долар (медіана — 60 304). Медіана доходів становила 42 358 доларів для чоловіків та 25 900 доларів для жінок. За межею бідності перебувало 14,2 % осіб, у тому числі 20,9 % дітей у віці до 18 років та 7,8 % осіб у віці 65 років та старших.
Цивільне працевлаштоване населення становило 3924 особи. Основні галузі зайнятості: освіта, охорона здоров'я та соціальна допомога — 16,8 %, сільське господарство, лісництво, риболовля — 16,5 %, мистецтво, розваги та відпочинок — 13,7 %, роздрібна торгівля — 11,4 %.